# Ariël Jacobs
Ariël Jacobs (født 25. juli 1953) er tidligere belgisk fodboldspiller og fodboldtræner. Som spiller spillede han i en række belgiske klubber. Som træner opnåede Ariël Jacobs at blive cheftræner for bl.a. F.C. København og den franske Ligue 1-klub Valenciennes FC.

## Trænerkarriere

### RSC Anderlecht
Som træner for Anderlecht vandt Jacobs den belgiske pokaltitel i 2007–08 samt to belgiske mesterskaber i 2009–10, 2011–12. Med Ariël Jacobs vandt klubben den belgiske Supercup i 2010

### FC København
Den 22. juni 2012 blev han præsenteret som ny cheftræner i FC København, og i sin første sæson som træner førte han klubben til et dansk mesterskab. Sæsonstarten i den efterfølgende sæson bød imidlertid på en række utilfredsstillende resultater, og den 21. august 2013 blev han fyret og erstattet af Ståle Solbakken.

### Valenciennes FC
Den 14. oktober 2013 blev det offentliggjort, at Jacobs var blevet udnævnt som ny cheftræner for Valenciennes FC i den franske Ligue 1.
Valenciennes FC rykkede efter sæsonen 2013-14 ud af Ligue 1, og parterne annullerede herefter Ariël Jacobs kontrakt.

## Resultater

### La Louvière
- Belgisk Pokalmester (2003)

### Anderlecht
- Belgisk Mester (2010, 2012)
- Belgisk Pokalmester (2008)

### FC København
- Dansk Mester (2013)